# Invergordon
Invergordon är en ort i Storbritannien.   Den ligger i kommunen Highland och riksdelen Skottland, i den norra delen av landet, 700 km norr om huvudstaden London. Invergordon ligger 9 meter över havet och antalet invånare är 3 949.
Terrängen runt Invergordon är kuperad åt sydväst, men åt nordost är den platt. Havet är nära Invergordon österut. Runt Invergordon är det ganska glesbefolkat, med 22 invånare per kvadratkilometer. Närmaste större samhälle är Dingwall, 18,6 km sydväst om Invergordon. Trakten runt Invergordon består i huvudsak av gräsmarker.
Kända profiler från Invergordon är världens starkaste bröder, Luke Stoltman och Tom Stoltman som båda tillhör den absoluta världseliten inom Strongman. Bröderna driver bland annat ett gym där de själva tränar, gymmet är även öppet för allmänheten